# Take It Home
«Take It Home» —en español: Llévalo a casa— es una canción de la cantante anglosueca Mabel, fue lanzada el 16 de julio de 2021 como el tercer sencillo del álbum Pokémon 25: The Album el cual es la banda sonora del 25 aniversario de la franquicia japonesa Pokémon. Es una canción pop escrita por Melanie Fontana, Nija, Steven Franks, Tommy Brown, Michael Schultz, Ryan Tedder y la misma Mabel, y producida por Mr. Franks y Tommy Brown. El lanzamiento estuvo acompañado de un video musical oficial dirigido por Sophia Ray en el que se muestra un sueño sobre la cantante persiguiendo a un Jigglypuff por todo el hotel dónde ella dormía.

## Antecedentes y lanzamiento
El 13 de enero de 2021 se publicó un video en YouTube en el canal oficial de Pokémon Company International que anunciaba la colaboración con artistas musicales siendo primeramente con la cantante estadounidense Katy Perry, anunciado un próximo álbum musical. Fue hasta el 16 de julio de ese mismo año que se dio a conocer que Mabel sería parte también del proyecto cuando se lanzó el EP Pokémon 25: The Red EP que servía como adelanto del álbum, en el que se incluía su canción «Take It Home», ese mismo día se lanzó como el tercer sencillo de la banda sonora del aniversario 25 de la franquicia. Mabel comunicó: "he sido fan de Pokémon durante años, así que aproveché la oportunidad de unirme al programa P25" añadiendo: "me divertí mucho trabajando con Pikachu y mi Pokémon favorito de todos los tiempos, Jigglypuff, para el video ‘Take It Home’. ¡Espero que a los fanáticos les encante la canción tanto como a mí me encantó trabajar en ella para celebrar los 25 años de Pokémon!". Colin Palmer, vicepresidente de marketing de la franquicia agregó: "El increíble talento y la sensibilidad pop de Mabel agregan una enorme capa de diversión a la campaña Pokémon P25, que celebra los 25 años de Pokémon, a los fanáticos de la música les encantará ‘Take it Home’ y los fanáticos de Pokémon estarán encantados de ver a Jigglypuff, conocido por ser un Pokémon burbujeante al que también le encanta cantar, que aparece en el vibrante video de Mabel. Es una combinación perfecta de colaboración para nuestra celebración".

## Video musical
El 16 de julio de 2021 se publicó el video musical de la canción en el canal oficial de YouTube de la cantante. El videoclip los protagoniza ella junto al pokémon Jigglypuff, mismo que ella eligió porque es su personaje favorito. El video estuvo a cargo de la directora Sophia Ray y tiene como sinopsis a una Mabel cansada intentando relajarse en una lujosa habitación de hotel, mirando el televisor buscando entres los canales alguna distracción se encuentra con el anime de Pokémon y se emociona. Después de un momento de ver el programa se duerme pero comienza a tener un suelo, en el que un Jigglypuff la observa desde la puerta de la habitación del hotel, se entusiasma y lo persigue para verlo de cerca caminando a través de los pasillos del lugar, lo alcanza y juntos inician una exploración del edificio en el que está hospedada, de pronto el sueño se ha convertido en un mundo alucinante e irreal en el que ambos bailan y cantan la canción. Pikachu hace algunos cameos, disfrutando de la actuación de los otros dos. Terminando Mabel junto a un grupo de bailarinas con una coreografía al ritmo de la canción.